# 柳波夫奧瑞娃號

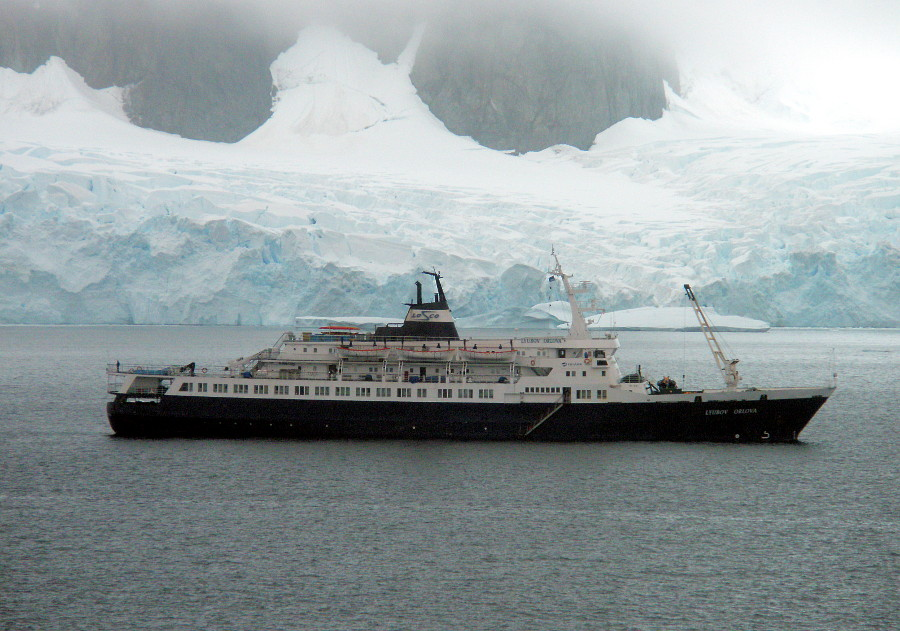

柳波夫奧瑞娃號（英語：MV Lyubov Orlova）是一艘南斯拉夫建造郵輪，具備破冰能力。柳波夫奧瑞娃號於1976年建造，船身長90公尺，載重量為4250噸，可搭載110名乘客。
柳波夫奧瑞娃號以俄羅斯電影明星柳博芙·奧爾洛娃命名。這艘船建造於遠東海運公司，總部設在蘇聯。柳波夫奧瑞娃號經常航行於南極和北極。
2010年，由於船主欠債及拖欠船員薪金多月，柳波夫奧瑞娃號遭船員遺棄在加拿大紐芬蘭，2013年被加拿大送往多明尼加當作廢鐵出售，但是途中遭遇風暴將拖船索纜扯斷，加拿大政府最後決定將其拖往北大西洋外海棄置。

## 連接
- Derelict cruise ship now under tow by Atlantic Hawk （页面存档备份，存于）